# NGC 5627
NGC 5627 est une vaste galaxie lenticulaire située dans la constellation du Bouvier. Sa vitesse par rapport au fond diffus cosmologique est de 8 244 ± 33 km/s, ce qui correspond à une distance de Hubble de 121,6 ± 61,8 Mpc (∼397 millions d'al). NGC 5627 a été découverte par l'astronome britannique John Herschel en 1831.
Selon la base de données Simbad, NGC 5627 est une radiogalaxie.
La distance de Hubble de la galaxie PGC 51715 située à proximité est de 121,73 ± 8,52 Mpc (∼397 millions d'al), soit pratiquement la même que celle de NGC 5627. Ces deux galaxies donc forment une paire physique de galaxies. Cependant, rien ne montre sur l'image obtenue du relevé SDSS qu'elles sont en interaction gravitationnelle.
Un autre renseignement qui passe inaperçu par les sources consultées est la présence d'une autre galaxie visible à travers NGC 5627, la petite tache lumineuse au nord-ouest. Il s'agit de la galaxie PGC 4114155. Aucune donnée n'est disponible sur cette galaxie sur les sources consultées.  